# Markvartice (ort i Tjeckien, lat 50,43, long 15,20)
Markvartice är en ort i Tjeckien. Den ligger i den centrala delen av landet, 70 km nordost om huvudstaden Prag. Markvartice ligger 357 meter över havet och antalet invånare är 458.
Terrängen runt Markvartice är huvudsakligen platt. Markvartice ligger uppe på en höjd. Runt Markvartice är det ganska tätbefolkat, med 56 invånare per kvadratkilometer. Närmaste större samhälle är Jičín, 11,0 km öster om Markvartice. Trakten runt Markvartice består till största delen av jordbruksmark.